# Nguyễn Văn Thảnh (xã)
Nguyễn Văn Thảnh là một xã cũ thuộc huyện Bình Tân, tỉnh Vĩnh Long, Việt Nam.

## Địa lý
Xã Nguyễn Văn Thảnh có diện tích 21,96 km², dân số năm 1999 là 8.154 người, mật độ dân số đạt 371 người/km².

## Hành chính
Xã Nguyễn Văn Thảnh được chia thành 7 ấp: Hòa An, Hòa Bình, Hòa Hiệp, Hòa Thạnh, Hòa Thới, Hòa Thuận, Mỹ Hoà.

## Ảnh

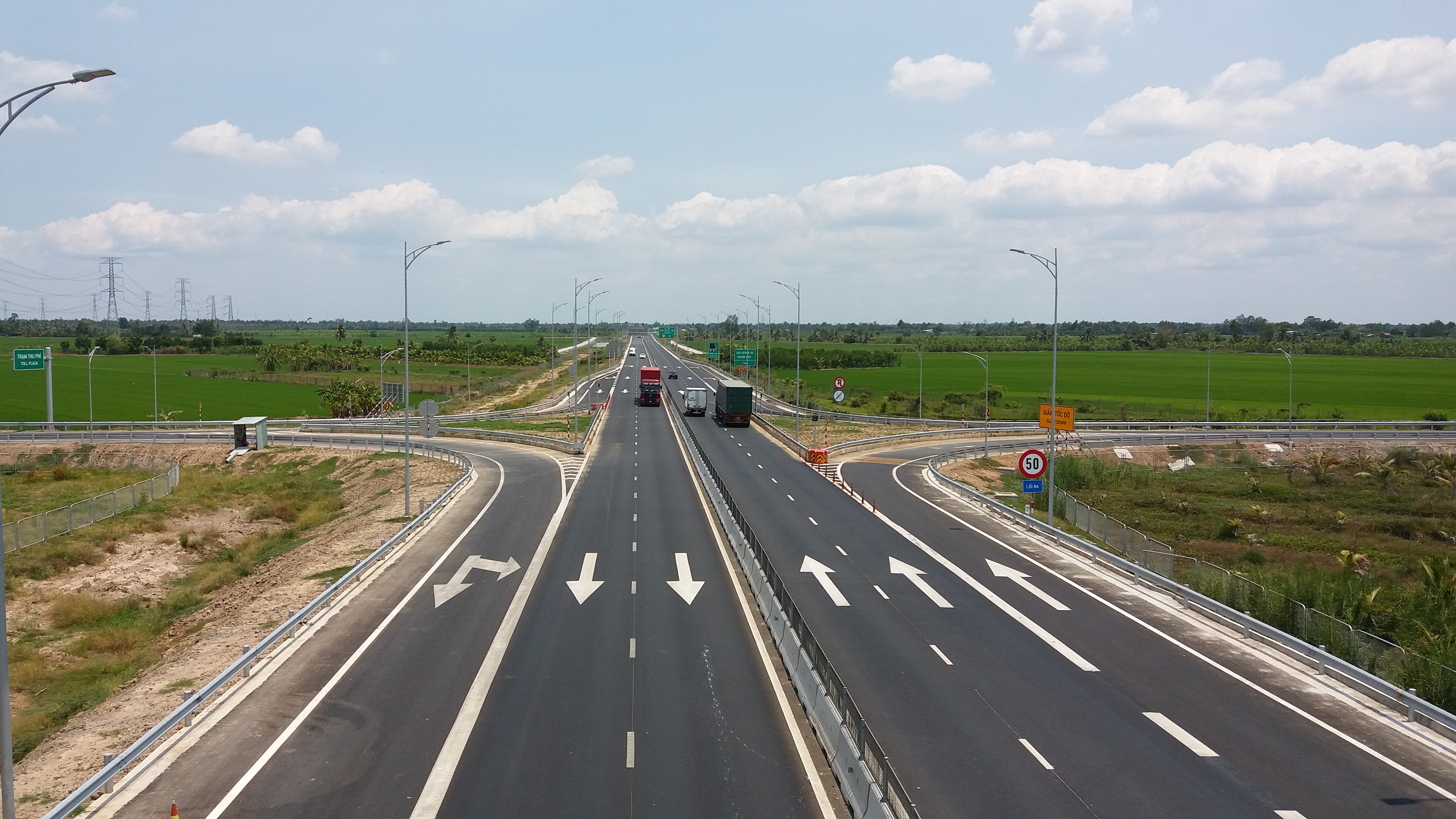
Cao tốc 01, một địa điểm tại xã Nguyễn Văn Thảnh